# M6 Boutique (émission de télévision)
Pour les articles homonymes, voir M6 Boutique.
M6 Boutique est une émission de télévision française de télé-achat diffusée en direct sur M6 depuis le 16 avril 1988 et présentée par Charlotte Rosier et Laurent Artufel.

## Historique
Depuis sa création le 16 avril 1988, l'émission est présentée par Pierre Dhostel et Julie, remplacée par Valérie Pascal à partir de 1994.
Laurence Péraud et Stéphane Jobert sont également présents pendant les congés ou les absences de Valérie Pascal et Pierre Dhostel ou bien pour diverses autres occasions (comme lors des Affaires Chronos par exemple).
L'émission a fêté son vingtième anniversaire le 8 mars 2008. Partie de douze collaborateurs à l'origine, l'émission emploie en 2008 près de 350 personnes[réf. incomplète].
En 2024, un nouveau duo, Laurent Artufel et Charlotte Rosier anime l’émission. Le précédent duo a été remercié sans même que la production et nouvelle société ne les en informent.
Pour autant, M6 Boutique n'est pas en reste avec les difficultés de livraison : un article du magazine 60 Millions de consommateurs en fait état. Les notes d'avis clients déposés sur TrustPilot et Avis Vérifiés montrent des notes pitoyables début 2024.
L'émission est rediffusée sur certaines chaines du Groupe M6 : 
- Sur Téva, l'émission devient Téva Boutique (depuis 1996)
- Sur W9, l'émission devient W9 Boutique (depuis 2012)
- Sur Paris Première, l'émission devient Paris Première Boutique (depuis 2013) - précédée par Les Boutiques du Monde
- Sur 6ter, l'émission devient 6ter Boutique (depuis 2014) - précédée par Les Boutiques du Monde

## Principe
Le programme propose aux téléspectateurs de découvrir les dernières nouveautés en matière de beauté, d'appareils électroménagers ou d'objets en tout genre pour meubler, décorer ou bricoler. Les téléspectateurs peuvent appeler le standard de l'émission pour commander un article ou via le site officiel de l'émission (avec règlement par carte bancaire ou par chèque).

## M6 Boutique
En 1998, une chaîne proposant essentiellement du télé-achat a vu le jour sous le nom de Club Téléachat, devenue par la suite M6 Boutique La Chaîne. En décembre 2010, la chaîne est renommée M6 Boutique & Co. En 2016, la chaîne est renommée M6 Boutique. La chaîne M6 Boutique a définitivement cessé la diffusion de ses programmes sur tous les réseaux le 1er juillet 2020.